# Šanakdakete
Šanakdakete ali Šanakdaketo je bila kraljica (kandake) Kraljestva Kuš, ko je bil njegovo politično središče Meroë. Bila je prva znana afriška kraljica starodavne Nubije. Vladala je okoli leta 170 do 150 pr. n. št. ali okoli 170 do 160 pr. n. št. Vladala naj bi z vsemi pooblastili in brez kralja. Kot kraljica je imela pomembno vlogo tudi v verskem življenju Nubije. Zgradila je nenavaden tempelj F v Naki, v katerem so bili  bogovi obrnjeni proti zadnji steni.

## Dokazi
Šanakdaketino ime je pisano v meroitskih hieroglifih na način, kot so se pisala imena kraljic.  Eden od napisov je na podboju vrat oltarne niše templja F v Naki. Šanakdakete sama sebe  naslavljala s "Sin Raja, Gospod Dveh dežel, Šanakdakete" (Sa Re nebtawy, Šanakdakheto). Napis se bere:
"Kraljevi-waab-svečenik sina Raja: Šanakdakete je vsak dan dano življenje 'ljubljenke Ma'ata' kot... ,"
Rajev sin, ...gospod Dveh dežel (Egipt): Šanakdakete."
Meroiti so pisali v svojem jeziku že na začetku 2. stoletja pr. n. št.  Med vladanjam kralja Ergamenesa so pisali v grškem alfabetu. Meroitski jezik še vedno ni povsem razvozlan. Prvi epigrafski napis v tem jeziku naj bi bil prav napis kraljice Šanakdakete v templju F v Naki.
Kraljičini predniki so še vedno nejasni. Ne eni od rezbarij na stebru je upodobljena s kraljevimi insignijami in krono z visokim perjem, kakršno so nosili kralji. Oblačila so podobna tistim v faraonski umetnosti. Ogrlico in uhane krasijo vzorci kozjih glav, Amonovih svetih živali, ki so bile očitno priljubljene tudi v Nubiji. Kraljica je po  afriških kriterijih lepote prikazana z močno postavo in okrašena z dragulji, ki so kazali na bogastvo, moč in blaginjo ter sposobnost za rojevanja otrok.
Okrasje njene pogrebne komore je zelo dodelano. Na enem od potopljenih reliefov nosi bogata, z dragulji okrašena oblačila, in sedi na prestolu v obliki leva. V desni roki drži kopje, v visoko dvignjeni levi roki pa palmovo vejo.
Dvojna kartuša, najdena v Naki, je datirana v poznejši del 2. stoletja pr. n. št. in naj bi bila najzgodnejši epigraf v meroitskih hieroglifih. Njena piramida v Meroëju stoji poleg Tanjidamanijeve, kar pa ni potrjeno, ker se njeno ime ni ohranilo. Ne reliefih grobne kapele kraljice Šanakdakete so prikazani moški, ki držijo puščice, kar je spadalo med meroitske pogrebne običaje.
Reliefna stela iz peščenjaka (na sliki), razstavljena v Britanskem muzeju, je bila del obzidja pokopališča v Meroëju. Domneva se, da je na njej upodobljena kraljica Šanakdakete na prestolu s princem, ki stoji ob njej pod zaščito krilate Izide. Na reliefih so prizori verskih daritev, kraljičino ocenjevanje pred Ozirisom in številni verniki, ki nosijo darila.
- Piramida N11 (levo)
- Ruševine kraljičinega templja ob vznožju svete gore Nakai
- Kraljičina piramida in pogrebna kapela v Meroëju